# William Slattery
William Matthew Slattery OFM (ur. 6 września 1943 w Portlaoise, w Irlandii), irlandzki duchowny katolicki, w latach 2010-2019 arcybiskup Pretorii w Południowej Afryce.

## Życiorys
Święcenia kapłańskie przyjął 21 lutego 1970.

## Episkopat
17 listopada 1993 został mianowany biskupem Kokstad. Sakry biskupiej udzielił mu 19 lutego 1994 - abp Wilfrid Fox Napier.
23 grudnia 2010 został mianowany przez Benedykta XVI ordynariuszem archidiecezji Pretorii oraz Ordynariatu Polowego Południowej Afryki.
30 kwietnia 2019 papież przyjął jego rezygnację z pełnionego urzędu, złożoną ze względu na wiek.